# Kennedy (Alabama)
Pour les articles homonymes, voir Kennedy.
Kennedy est une municipalité américaine située dans le comté de Lamar en Alabama.
Selon le recensement de 2010, sa population est de 447 habitants. La municipalité s'étend sur 3,07 milles carrés (7,95 km2).
Incorporée en 1895, la ville doit son nom à la famille Kennedy, qui faisait partie de ses premiers habitants.

## Démographie
| 1900 | 1910 | 1920 | 1930 | 1940 | 1950 | 1960 | 1970 |
| ---- | ---- | ---- | ---- | ---- | ---- | ---- | ---- |
| 166  | 261  | 203  | 277  | 367  | 393  | 379  | 415  |

| 1980 | 1990 | 2000 | 2010 | - | - | - | - |
| ---- | ---- | ---- | ---- | - | - | - | - |
| 604  | 523  | 541  | 447  | - | - | - | - |